# Legione romana dell'età repubblicana
A differenza delle successive formazioni legionarie, composte esclusivamente di fanteria pesante, le legioni della prima e media età repubblicana consistevano di fanteria sia leggera che pesante.
Il termine esercito manipolare, cioè un esercito basato su unità chiamate manipoli (dal latino manipulus, "quanto può stare nel palmo di una mano"), è pertanto utilizzato in contrapposizione con il successivo esercito legionario del tardo periodo repubblicano e alto imperiale, incentrato, invece, su un sistema di unità chiamate coorti.

## Struttura

### Prima repubblica
Stando alla storiografia latina, si deve l'introduzione del manipolo come elemento tattico a Marco Furio Camillo durante il periodo del suo quarto tribunato consolare.
L'unità costituì l'elemento fondamentale della legione romana dalle battaglie contro Equi e Volsci, vinte da Furio Camillo, fino alla Seconda guerra punica.
L'esercito manipolare si basava in parte sul sistema di classi sociali e in parte sull'età e sull'esperienza militare; rappresentava quindi un compromesso teorico tra il precedente modello basato interamente sulle classi e gli eserciti degli anni che ne erano indipendenti.

#### Legione manipolare delle guerre latine
(Tito Livio, "Ab Urbe condita libri CXLII", VIII, 8, 9-12)

Questa impostazione della legione viene impiegata nel contesto delle guerre che si sono svolte nella regione del Latium vetus a partire dal 389 a.C. fino al III secolo a.C..

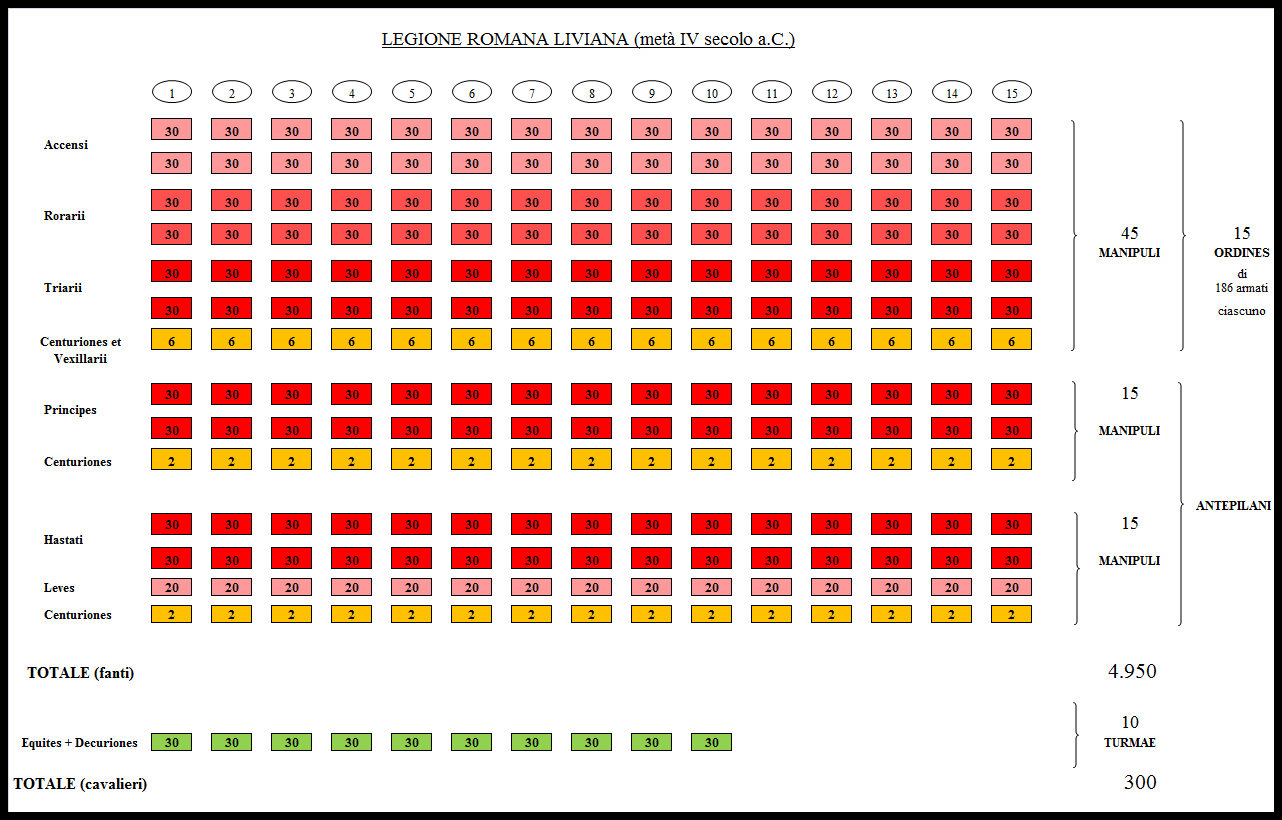
La legione manipolare liviana al tempo della guerra latina (340-338 a.C.).

Ciascuna legione risultava composta da 5 000 fanti e 300 cavalieri ed era schierata su tre file, dette triplex acies.
Antepilani
(Tito Livio,"Ab Urbe condita libri CXLII",VIII,6)
La prima linea consisteva in 15 manipoli di fanteria, ognuno composto da:
- 60 hastati (fanteria pesante), cioè gli elementi più giovani e meno abbienti fra la fanteria pesante.
- 20 leves (fanteria leggera) .

La seconda linea consisteva anch'essa di 15 manipoli di fanteria, la cui composizione era:
- 60 princeps (fanteria pesante), i quali avevano maggiore età ed esperienza rispetto agli hastati.
- 20 leves (fanteria leggera) .

Su entrambe le linee, in aggiunta, ogni manipolo era comandato da due centurioni.
Ordines
La terza linea consisteva in 15 ordini (dal latino Ordo−nis, "compagnia, rango"), ciascuno formato da:
- 1 manipolo di triarii (fanteria pesante), i quali erano sia le truppe più esperte, che le più abbienti.
- 1 manipolo di rorarii (fanteria leggera), i quali provenivano dalla quarta classe del censo serviano ed erano impiegati come rimpiazzi durante la battaglia.
- 1 manipolo di accensi (fanteria leggera), i quali provenivano dalla quinta classe del censo serviano. Avendo un equipaggiamento molto scarno, spesso avevano funzioni logistiche o di supporto.

In aggiunta ogni ordine disponeva di due vessilliferi e quattro centurioni
Questa differenziazione esisteva, oltre che sulla base dell'esperienza dei soldati, anche sulla base del censo, tanto che ogni soldato era tenuto a provvedere autonomamente all'equipaggiamento. Tra i fanti, i più "benestanti" erano i triarii, che potevano permettersi l'equipaggiamento più completo e pesante, mentre gli accensi erano i più poveri, presi dalla quarta classe di cittadini, secondo l'ordinamento censitario di Servio Tullio.

#### Legione manipolare delle guerre italiche

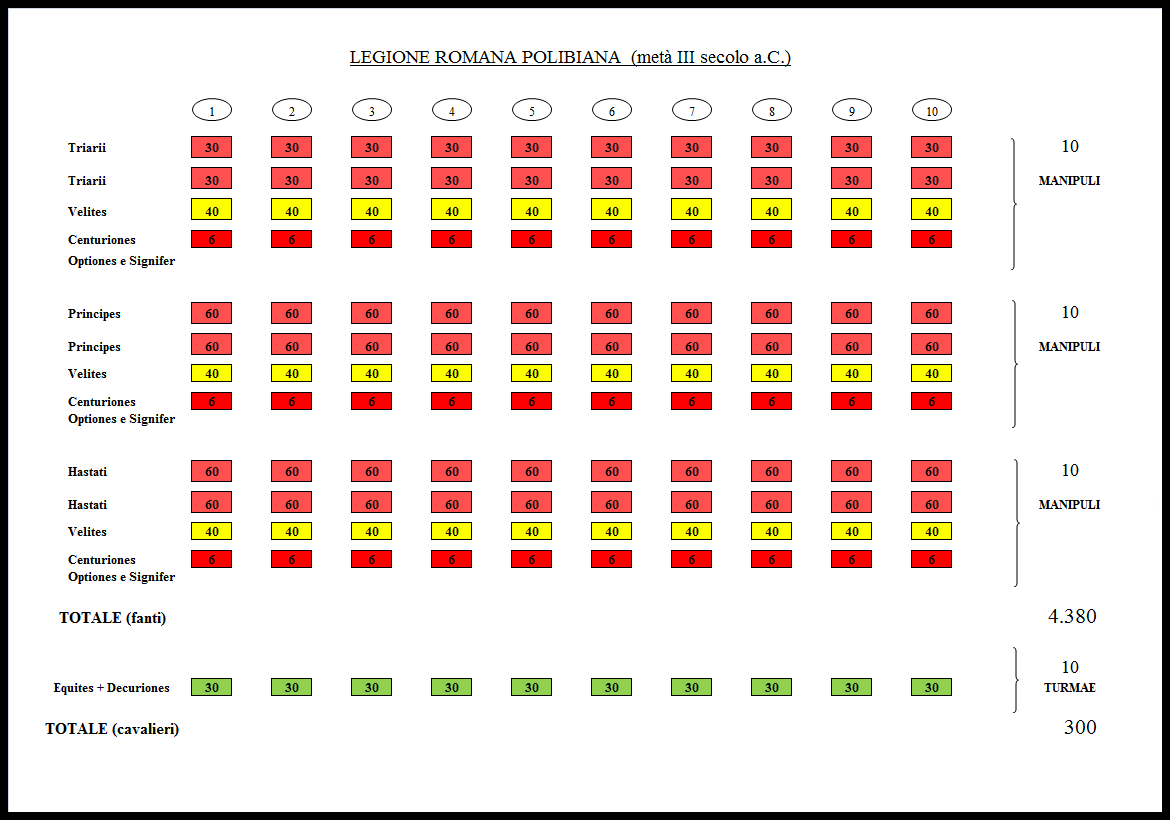
La legione manipolare polibiana al principio della seconda guerra punica (218 a.C.).

Al termine delle guerre latine, anche alla luce di alcune sconfitte, lo schieramento della legione viene revisionato.
La nuova organizzazione ci viene descritta da Polibio nel VI libro delle Storie. La datazione di questo tipo di legione è molto confusa; difatti si tende a collocarne l'impostazione a partire dal III secolo a.C., fino all'alba della seconda guerra punica.
Difatti, per quanto sia certo che la sua comparsa sia precedente al 218 a.C., non si può escludere, che tale riorganizzazione (rispetto a quella proposta da Tito Livio nel paragrafo precedente), non possa appartenere ad un'epoca antecedente e databile addirittura alla stessa guerra latina (340-338 a.C.), alla terza guerra sannitica (298-290 a.C.) o alla guerra condotta contro Pirro e parte della Magna Grecia (280-272 a.C.).
Ogni legione era formata da 4 200 fanti (portati fino a 5 000, in caso di massimo pericolo) e da 300 cavalieri ed era schierata, come in precedenza, a triplex acies.
Come innovazione rispetto alla precedente impostazione, abbiamo un'uniformazione dello schieramento, il quale è sempre su tre file, ma ognuna contenente 10 manipoli aventi la medesima struttura.
Inoltre, viene creato un nuovo legionario di fanteria leggera, il velite (in latino veles-itis), il quale sancisce l'obsolescenza delle precedenti tipologie adibite allo stesso ruolo e ne raccoglie l'organico.
I fanti erano quindi suddivisi in quattro differenti categorie:
1. primi ad essere arruolati erano i Velites, in numero di 1.200[14] (tra i più poveri e i più giovani);[15]
2. seguono gli Hastati, il cui censo ed età erano ovviamente superiori,[15] in numero di 1.200.[14]
3. poi vengono i Principes, di età più matura,[15] sempre in numero di 1.200.[14] Questi soldati formavano la seconda linea;[16]
4. e infine i Triarii, i più anziani,[15] in numero di 600:[14] non aumentabile nel caso in cui la legione fosse incrementata nel suo numero complessivo (da 4 200 fanti a 5 000), a differenza di tutte le altre precedenti classi, che potevano passare da 1 200 a 1 500 fanti ciascuna.[17] Erano i guerrieri più esperti e temprati dalle battaglie, che venivano scelti dai migliori della prima classe e dai veterani delle altre, in grado di permettersi una corazza pesante.[18]

Con la riforma manipolare del IV secolo a.C., i cittadini romani erano obbligati a prestare servizio militare, entro il quarantaseiesimo anno di età, per 16 anni i fanti (o anche 20 in caso di pericolo straordinario). Sono esclusi dal servizio militare legionario coloro che avevano un censo inferiore alle 400 dracme (paragonabili a 4 000 assi secondo il Gabba), anche se vengono impiegati nel servizio navale.

### Tarda repubblica

#### Da Mario a Cesare (II-I secolo a.C.)
In un processo noto come "riforma mariana", il console romano Gaio Mario portò avanti un programma di riforme dell'esercito romano. Nel 107-104 a.C., tutti i cittadini potevano accedere all'arruolamento, indipendentemente dal benessere e dalla classe sociale. Grazie alla sua iniziativa, ora anche i nullatenenti, ovvero i capite censi (così chiamati perché venivano semplicemente inseriti nell'elenco dei cittadini durante il censimento), potevano militare nelle legioni, riforma fondamentale che gli consentì di sfruttare al massimo gli alleati italici e di ottenere grande superiorità numerica rispetto a quella di tanti altri eserciti dell'epoca. Questa mossa formalizzava e concludeva un processo, sviluppatosi per secoli, di graduale rimozione dei requisiti patrimoniali per l'accesso al servizio militare.
La distinzione tra hastati, principes e triarii, che già era andata assottigliandosi, era ufficialmente rimossa, e fu creata quella che, nell'immaginario popolare, è la fanteria legionaria, che formava una forza omogenea di fanteria pesante. I suoi componenti erano reclutati da stirpi di cittadini; a questa epoca, la cittadinanza romana o latina era stata territorialmente estesa ben al di fuori dell'Italia antica e della Gallia cisalpina All'interno poi delle singole centurie i legionari formavano gruppi di 8-10 soldati, chiamati contubernium, a capo dei quali veniva posto un decanus (o caput contubernii). Questa nuova unità ebbe una grande importanza a livello strutturale nella legione (non forse a livello tattico), sia nella gestione interna della centuria, sia per la vita quotidiana che gli 8-10 soldati compivano insieme, montando la tenda al termine di una lunga marcia in territorio nemico, dividendo i pasti e condividendo molte delle comuni fatiche della vita militare. La fanteria leggera di cittadini, come i velites e gli equites, furono sostituite dalle auxilia, le truppe ausiliarie dell'esercito romano che potevano consistere anche di mercenari stranieri

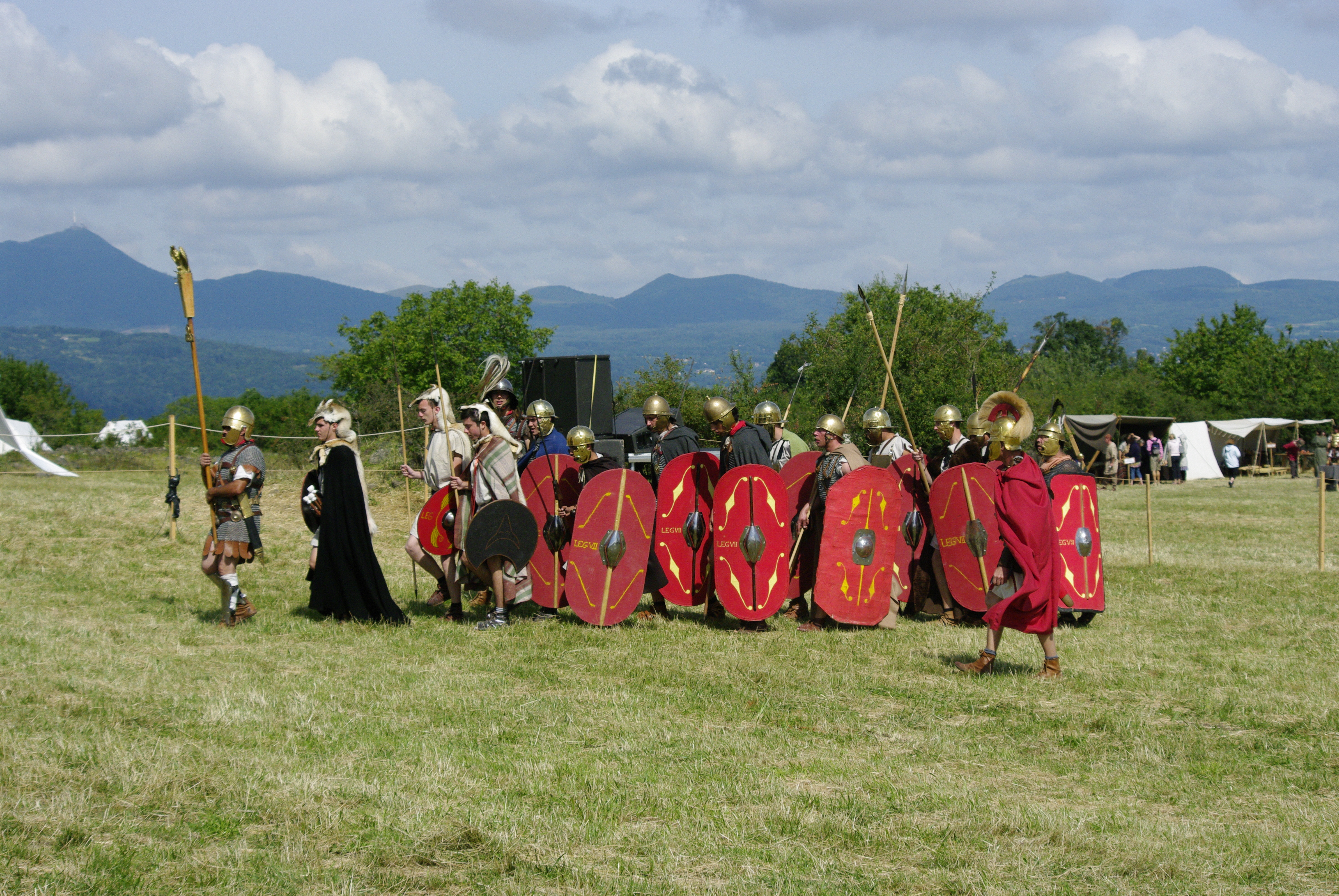
Soldati di epoca repubblicana. Si distinguono un gruppo di triarii, hastati dei velites, un optio; in prima fila l'aquilifero.

L'organizzazione interna subiva inoltre un cambiamento fondamentale: il manipolo perse ogni funzione tattica in battaglia e fu sostituito in modo permanente dalle coorti (sull'esempio di ciò che era già stato anticipato da Scipione l'Africano un secolo prima), organizzate in numero di 10 per legione e numerate da I a X. Ogni coorte era formata da tre manipoli oppure da sei centurie, composte a loro volta da un centurione, un optio, un signifer, un cornicen (che si alternava con un tubicen nello stesso manipolo, ma dell'altra coorte) e 60 legionari, per un totale di 64 armati a centuria, ovvero 384 a coorte. La legione contava così 3.840 fanti. Furono poi eliminate le divisioni precedenti tra Hastati, Principes e Triarii, ora tutti equipaggiati con il pilum (non più l'hasta, che fino ad allora era in dotazione ai Triarii). Era, inoltre, abolita sia la cavalleria legionaria, sia i velites (ovvero la fanteria leggera), che furono però sostituiti con speciali corpi di truppe ausiliarie o alleate, a supporto e complemento della nuova unità legionaria.
La trasformazione del nucleo base dell'esercito e il passaggio alla coorte fu reso necessario dall'esigenza di rafforzare l'unità fondamentale della legione, implementandola nei ranghi e nella disposizione delle file, allo scopo di affrontare le cariche di nemici, come le popolazioni d'oltre Reno (Cimbri e Teutoni), che non sarebbero state gestibili, si pensa, con l'impiego del vecchio schema manipolare, fondato su piccole unità, ciascuna di 120 uomini.
In seguito alla riforma mariana del 107 a.C., la Repubblica romana fu costretta ad assumersi l'onere di equipaggiare e rifornire le truppe legionarie, permettendo a tutti, compresi i nullatenenti, di arruolarsi. L'età minima per i volontari (non più costretti a prestare il servizio di leva) era ora stabilita a 17 anni, quella massima a 46. Il servizio durava invece fino ad un massimo di 16 anni. Si trattava della prima forma di un esercito di professionisti dove era abolita la coscrizione per censo, mentre i soldati veterani, che dall'esercito traevano quotidiano sostentamento (vitto e alloggio, oltre all'equipaggiamento), ottennero una pensione sotto forma di assegnazioni di terre nelle colonie e, più tardi, anche della cittadinanza romana. A loro Mario e poi i successivi comandanti concedevano anche di dividere il bottino razziato nel corso delle campagne militari.

## Unità complementari

### Cavalleria legionaria (e ausiliaria)

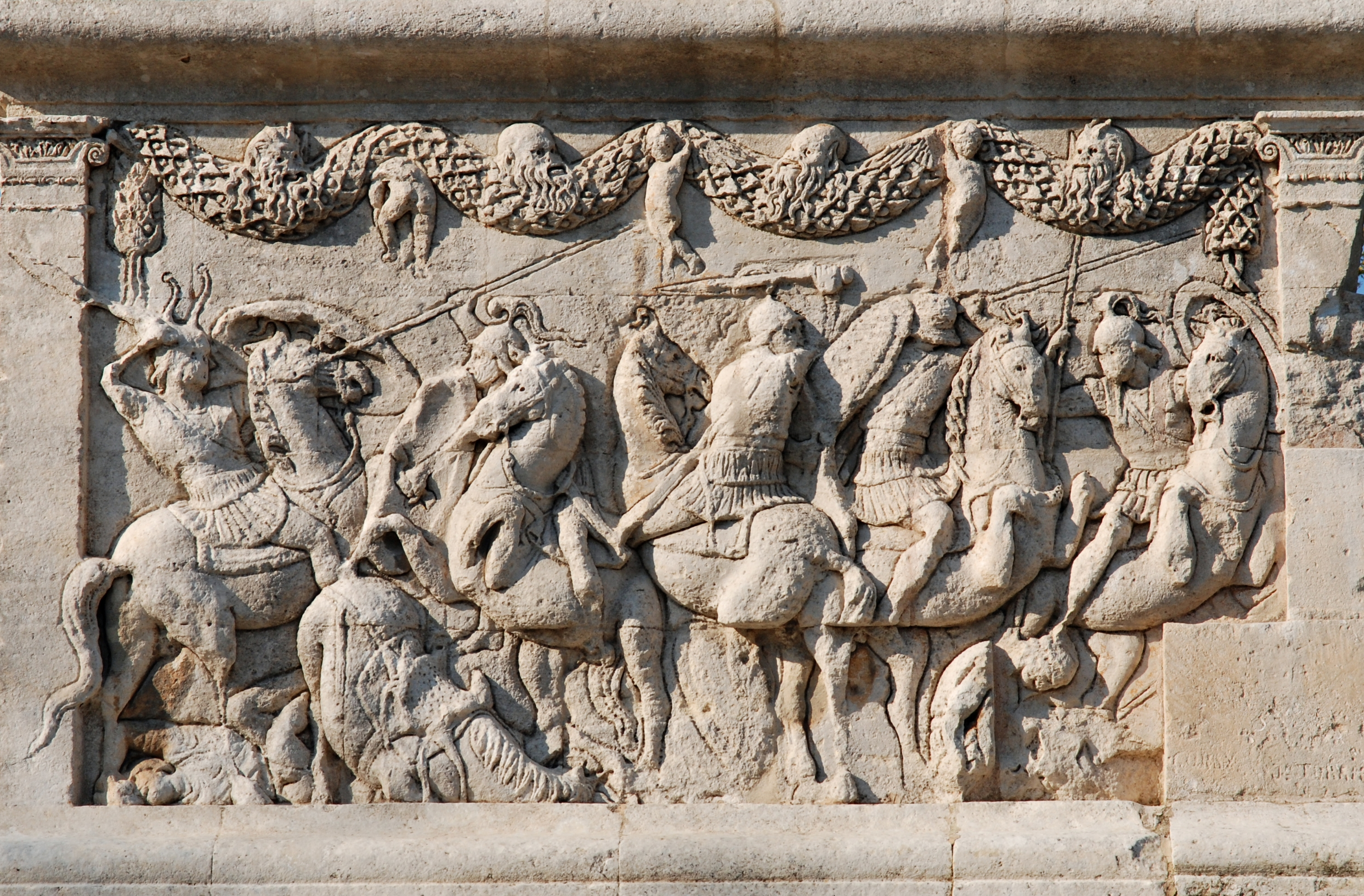
Rilievo dal mausoleo di Glanum con rappresentati cavalieri romani in combattimento (anni 30-20 a.C.).

Con la riforma manipolare descritta da Livio e da Polibio, la cavalleria legionaria tornò a disporre di 300 cavalieri. Erano divisi in dieci squadroni, a capo di ognuno dei quali erano posti tre comandanti. Il primo ufficiale comandava lo squadrone di trenta elementi, mentre gli altri due svolgevano la funzione di decadarchi, e tutti e tre erano chiamati decurioni. In caso di assenza del più alto in grado, gli succedeva il secondo e poi il terzo.
I cittadini romani erano, inoltre, obbligati a prestare servizio militare, entro il quarantaseiesimo anno di età, per almeno 10 anni per i cavalieri. Con la riforma mariana dell'esercito romano, veniva abolita sia la cavalleria legionaria venendo però sostituiti con speciali corpi di truppe ausiliarie o alleate, a supporto e complemento della nuova legione romana. A causa della concentrazione nelle legioni di cittadini, di una forza di fanteria pesante, le armate romane dipendevano dall'affiancamento di cavalleria ausiliaria di supporto. Per necessità tattica, le legioni erano quasi sempre accompagnate da un numero eguale o superiore di truppe ausiliarie più leggere, che erano reclutate fra i non cittadini dei territori sottomessi, oltre a contingenti di cavalleria alleata.
Il costante contatto con il mondo dei Celti e dei Germani durante la conquista della Gallia indusse Gaio Giulio Cesare a rivalutare il corpo della cavalleria, tanto che ne fece un impiego crescente negli anni, reintroducendo unità di cavalleria permanente accanto alla fanteria delle legioni e a quella ausiliaria. Reclutò tra le sue file soprattutto Galli e Germani, inquadrando queste nuove unità sotto decurioni romani, con grado pari a quello dei centurioni legionari. L'equipaggiamento dei cavalieri era costituito da un sago, una cotta di maglia in ferro, l'elmo e probabilmente uno scudo rotondo. La sella era di tipo gallico, con quattro pomi, ma senza staffe. I cavalli erano probabilmente ferrati come da tradizione gallica. Come armi da offesa portavano il gladio e il pilum, o un'asta più pesante detta contus.

### Genio militare

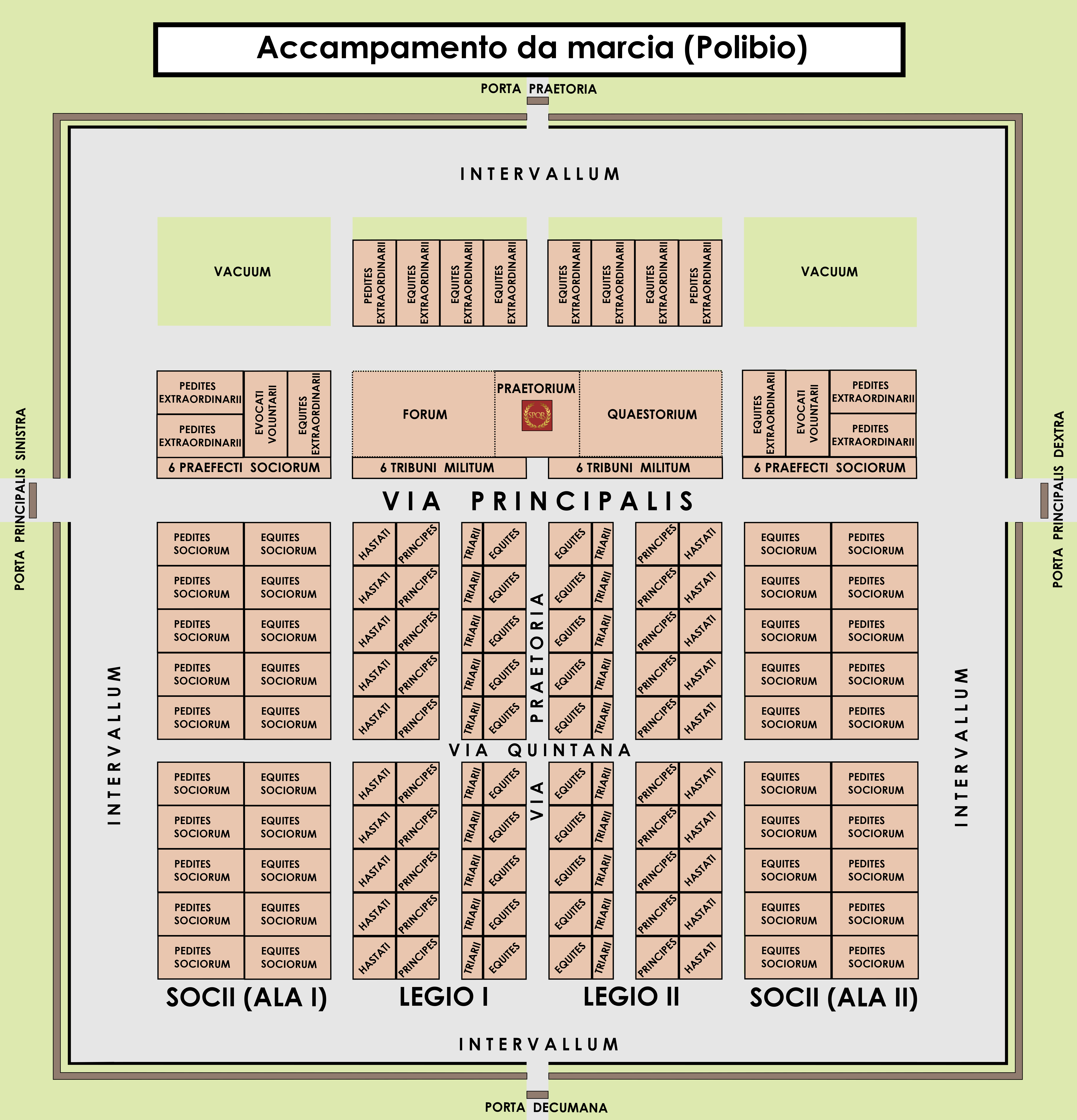
Schema di un accampamento di marcia romano del II secolo a.C., descritto da Polibio.

Fondamentale novità del periodo relativo alla legione manipolare, dovendosi condurre campagne militari sempre più lontane dalla città di Roma, vide il proprio gruppo di genieri costretti a trovare nuove soluzioni difensive adatte al pernottamento in territori spesso ostili. Ciò indusse i Romani a creare, sembra a partire dalle guerre pirriche, un primo esempio di accampamento militare da marcia fortificato, per proteggere le armate romane al suo interno.
(Sesto Giulio Frontino, Strategemata, IX, 1.14.)
Altra importante novità a cui i genieri, i Fabbri, ecc. dovettero dedicarsi in questo periodo, fu la costruzione di strade militari, utilizzate inizialmente per migliorare e velocizzare gli spostamenti delle armate, in seguito dalla stessa popolazione civile dopo che l'area era stata pacificata. Erano talmente ben costruite, grazie a una meticolosa opera di pavimentazione, che ancora oggi è possibile trovarne alcuni tratti integri, come la famosa Via Appia, la prima strada costruita nel 312 a.C., durante la seconda guerra sannitica..
Appartengono, inoltre, a questo periodo i primi importanti assedi ad opera dei Romani. Nel 250 a.C. l'assedio di Lilibeo comportò per la prima volta l'attuazione di tutte le tecniche d'assedio apprese durante le guerre pirriche degli anni 280-275 a.C., tra cui torri d'assedio, arieti e vinea. Vi è da aggiungere che un primo utilizzo di macchine da lancio da parte dell'esercito romano sembra sia stato introdotto dalla prima guerra punica, dove fu necessario affrontare i Cartaginesi in lunghi assedi di loro potenti città, difese da imponenti mura e dotate di una sofisticata artiglieria, che permetteva un miglior e maggior impiego del genio militare legionario.
Cesare apportò nel settore dell'ingegneria militare innovazioni determinanti, con la realizzazione di opere sorprendenti costruite con grande perizia e in tempi rapidissimi. Vale la pena ricordare il ponte sul Reno costruito in pochi giorni per ben due volte, o la rampa d'assedio costruita durante l'assedio di Avarico.. Cesare scoprì infine, nel corso della Conquista della Gallia e in particolare durante l'assedio di Alesia, il principio dell'accoppiamento delle fortificazioni, che sarebbe stato utilizzato quasi duecento anni più tardi da Adriano nel corso della costruzione del famoso Vallo in Britannia, tra il fiume Tweed e il Solway.

### Gerarchia interna
Il cursus honorum prevedeva che nessuno potesse intraprendere la carriera politica senza aver prestato almeno 10 anni di servizio militare. Ogni manipolo era comandato da un centurione, scelto tra la sua unità e distinguibile per gli schinieri, cioè i gambali, nonché dall'elmo con la cresta trasversale ed il bastone di vite, simbolo del comando. Il più importante dei centurioni era il primus pilus (primipilo), comandante di triarii, il quale era uno dei pochi a servirsi del cavallo durante la marcia. Il primus pilus veniva scelto tra i soldati più coraggiosi ed esperti. Il comando generale era affidato al legatus.
Secondo nella gerarchia era un tribuno esperto, il tribuno laticlavio (tribunus laticlavius), di rango senatorio, coadiuvato da altri cinque tribuni, detti angusticlavi (da angustum, a denotare il fatto che la striscia purpurea sulla tunica indicante il rango equestre fosse più stretta). I tribuni militari eletti annualmente, erano 24 (quattordici dei quali con cinque anni di servizio e dieci con dieci anni di servizio), sei per ciascuna delle 4 legioni arruolate e disposte lungo i fronti settentrionali, meridionali e a difesa dell'Urbe.. L'arruolamento delle 4 legioni avveniva con l'estrazione a sorte delle tribù tra i 24 tribuni militari, e quella che era stata via via sorteggiata era chiamata dal singolo tribuno.
In assenza del tribuno laticlavio, il comando era affidato al prefetto degli accampamenti (praefectus castrorum). Altre figure presenti nella gerarchia, uno per centuria, erano l'optio, vice del centurione che ne poteva prendere il posto in caso di sua inabilità al comando, il signifer, che portava l'insegna della centuria, il cornicen, che si alternava con il tubicen che trasmetteva col corno o la tuba gli ordini ai sottoreparti.
Fu in seguito Gaio Giulio Cesare a creare un cursus honorum per il centurionato, che si basasse sui meriti del singolo individuo: a seguito di gesti di particolare eroismo, alcuni legionari erano promossi ai primi ordines, dove al vertice si trovava il primus pilus di legione. Ma poteva anche avvenire che un primus pilus venisse promosso a tribunum militum. Il merito permetteva così, anche ai militari di umili origini, di poter accedere all'ordine equestre. Si andava indebolendo, pertanto, la discriminazione tra ufficiali e sottufficiali, e si rafforzava lo spirito di gruppo e la professionalità delle truppe

### Disposizione tattica

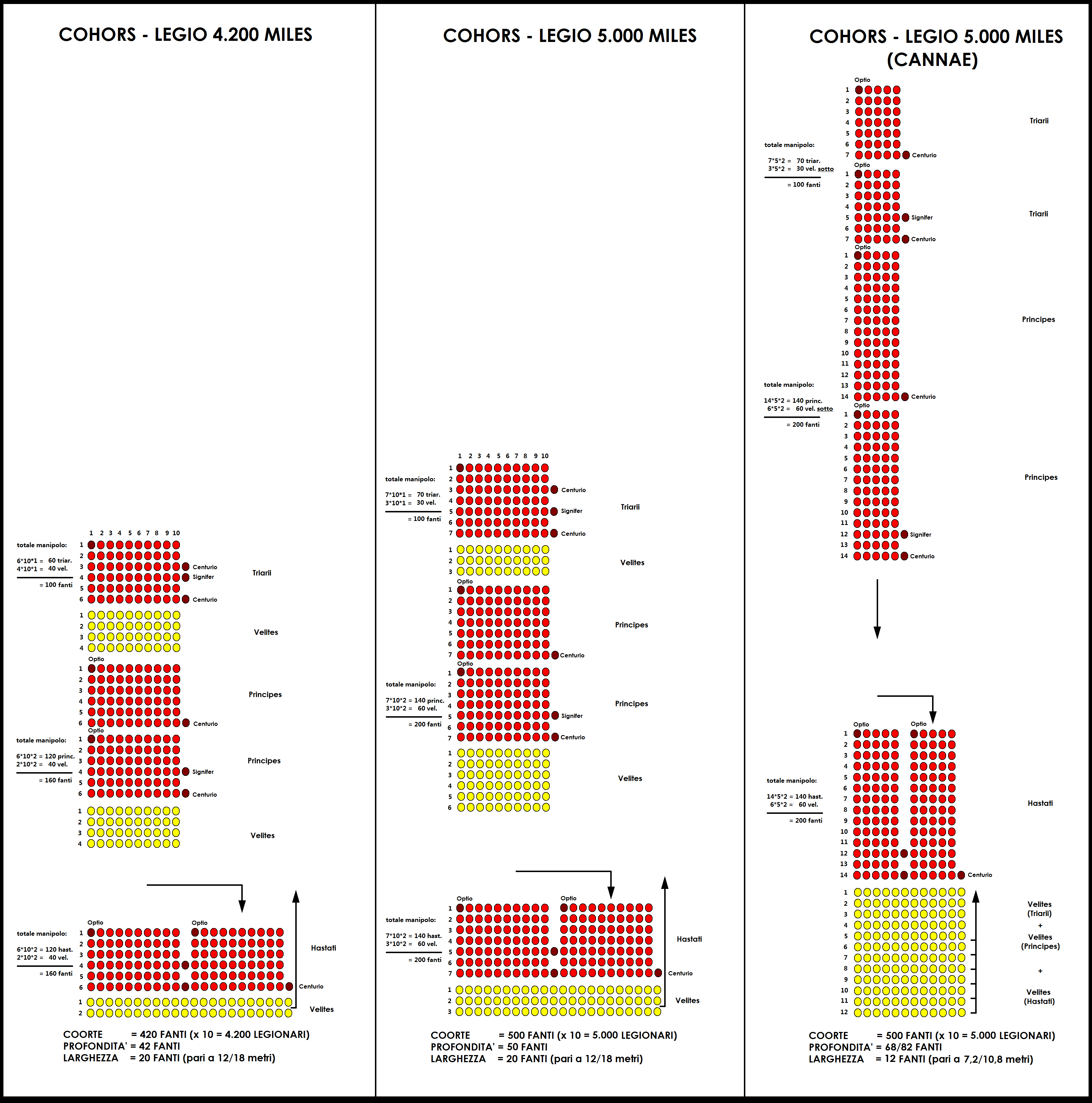
Struttura manipolare di una legione romana all'epoca delle guerre puniche secondo Polibio:
(a sinistra) formazione coortale composta da tre manipoli di triarii, principes e hastati di una legione di 4200 fanti ("fronte manipolare" = 12/18 metri);
(al centro) una legione di 5000 armati ("fronte manipolare" = 12/18 metri);
(a destra) legione di 5000 armati durante la battaglia di Canne, con uno schieramento estremamente compatto ("fronte manipolare" = 7,2/10,8 metri).

Si sa da Tito Livio che prima della guerra latina, la legione romana abbandonò lo schieramento di tipo falangitico per assumere la formazione di battaglia manipolare. L'esercito manipolare deve il suo nome alle modalità tattiche con cui la sua fanteria pesante era dispiegata in battaglia. I manipoli erano unità di 120 uomini, tutti provenienti da una medesima classe di fanteria. I manipoli erano piccoli abbastanza da permettere, sul campo di battaglia, movimenti tattici di singole unità di fanteria, nel contesto del più grande esercito. I manipoli, tipicamente, erano dispiegati in tre linee distinte (triplex acies). La prima linea era composta dagli hastati, la seconda dai principes e la terza dai triarii.. La fanteria al centro, era sempre coperta ai fianchi da unità di cavalleria, un'avanguardia di tiratori o schermagliatori che davano inizio alla battaglia scagliando dardi o giavellotti sul nemico per poi ritirarsi al sicuro. La cavalleria si assicurava che i lati rimanessero difesi, e grazie al rapido movimento tentavano di aggirare il nemico, mentre la prima linea romana lo impegnava, per colpire alle spalle.
(Livio, Ab Urbe condita libri, VIII, 8, 9-12.)
I Triarii, dopo aver accolto Hastati e Principes tra le loro file, serravano le file ed in un'unica ininterrotta schiera si gettavano sul nemico.
In formazione da combattimento i leves (sostituiti in seguito dai velites), elementi della quarta classe, erano armati alla leggera con armi prevalentemente da lancio come archi, piccoli giavellotti e fionde. Essendo poveri non potevano permettersi un equipaggiamento particolarmente raffinato ed agivano così più che altro come schermagliatori, spesso privi anche di una minima protezione. Essi si disponevano davanti alla legione e venivano impiegati come fanteria di disturbo. In genere nell'esercito ve ne erano 300, integrati in ogni manipolo piuttosto che a formare unità proprie.
Normalmente, assieme ai triarii, erano disposti anche i rorarii e gli accensi: i primi erano truppe giovani ed inesperte, mal equipaggiate anche perché non potevano permettersi armamenti di buona qualità, ed erano impiegati più che altro come riserve con cui riempire eventuali vuoti sul campo di battaglia. Gli accensi erano ancora più poveri e solitamente, se combattevano, fungevano da supporto con fionde e sassi, ma spesso erano impiegati più che altro come legati e portamessaggi fra gli ufficiali. Questi ultimi due ordini rappresentavano un retaggio della quarta e della quinta fila dell'ormai scomparsa falange oplitica. Triarii, rorarii ed accensi erano articolati in 3 manipoli di 180 uomini l'uno.

Schieramento in battaglia dell'esercito consolare polibiano nel III secolo a.C., con al centro le legioni e sui fianchi le Alae Sociorum (gli alleati italici) e la cavalleria legionaria e alleata.

Con la riforma mariana, le legioni, ora schierate secondo il nuovo ordinamento coortale, venivano disposte normalmente su due linee (duplex acies), soluzione che permetteva di avere un fronte sufficientemente lungo ma anche profondo e flessibile. Vi erano poi altri tipi di schieramenti praticati dalle armate romane del tardo periodo repubblicano: su una sola linea, ovviamente quando era necessario coprire un fronte molto lungo come nel caso del Bellum Africum durante la guerra civile tra Cesare e Pompeo; o su tre linee (triplex acies), formazione spesso utilizzata da Cesare durante la conquista della Gallia, con la prima linea formata da 4 coorti, e le restanti due, formate da tre coorti ciascuna. Le coorti schierate lungo la terza linea costituivano spesso una "riserva tattica" da utilizzare in battaglia, come avvenne contro Ariovisto in Alsazia. E sempre Cesare ci parla di un ordine coortale su quattro linee a battaglia di Farsalo a protezione della cavalleria di Pompeo. Tale schieramento risultava così molto più compatto e "profondo" da sfondare, rispetto al precedente ordinamento manipolare (vedi sopra).

### Modello strategico

Il mondo romano in tarda epoca repubblicana.

Si sa da Tito Livio che al tempo della guerra latina (340-338 a.C.) si arruolavano normalmente due eserciti composti ciascuno da due legioni di 4 200/5 000 fanti e 300 cavalieri, per un totale complessivo di 16 800/20 000 fanti e 1 200 cavalieri, a cui andava sommato un numero pari di truppe alleate di fanteria e tre volte di cavalleria.
Ai tempi delle guerre pirriche l'esercito romano messo in campo era costituito da 4 armate, ciascuna formato da 2 legioni di cittadini romani e da 2 unità (dette Alae, poiché erano posizionate sulle ali dello schieramento) di Socii (alleati italici).
Attorno alla metà del III secolo a.C. l'esercito romano era composto da un corpo di occupazione di Sicilia e Taranto (2 legioni di 4 200 fanti e 300 cavalieri ciascuna); due eserciti consolari (ciascuno composto da 2 legioni ad effettivi rinforzati, pari a circa 5 200 fanti e 300 cavalieri per ciascuna legione) ed un numero di soldati alleati pari a circa 30 000 armati (di cui 2 000 cavalieri).
Durante la guerra contro Annibale l'esercito romano arrivò a contare ben 23 legioni tra cittadini romani e Socii (nel 212-211 a.C.), dislocate in Italia, Illirico, Sicilia, Sardegna, Gallia Cisalpina e di fronte alla Macedonia. Si trattava di una forza pari a circa 115 000 fanti e 13 000 cavalieri circa (sulla base dei conteggi forniti da Polibio), a cui andava sommata la piccola squadra degli Scipioni in Spagna (i fratelli Gneo e Publio), la flotta dello Ionio (di 50 navi) e di Sicilia (di 100 navi).
Cesare fu il primo a comprendere che la dislocazione permanente (in forti e fortezze), non più semi-stanziali, di una parte delle forze militari repubblicane (legioni e truppe ausiliarie) doveva costituire la base per un nuovo sistema strategico di difesa globale lungo i confini del mondo romano, in particolare in quelle aree "a rischio". Tale sistema fu, infatti, ripreso ed attuato dal "figlio adottivo", Ottaviano Augusto, che ne potenziò i criteri base, adattandolo al costituendo Impero romano, ed attribuendo le forze armate alle cosiddette province "non pacate".
Alla morte di Gaio Giulio Cesare c'erano 37 legioni romane in tutto il mondo romano, di cui ben 6 in Macedonia, 3 in Africa Proconsolare e 10 nelle province orientali. Non si dimentichi che queste truppe erano estremamente mobili, tanto che i loro hiberna erano ancora rudimentali e poco più di un “campo di marcia”.
Al termine delle guerre civili tra Marco Antonio ed Ottaviano si contavano 60 legioni circa, pur se non a ranghi completi.

### Armamento

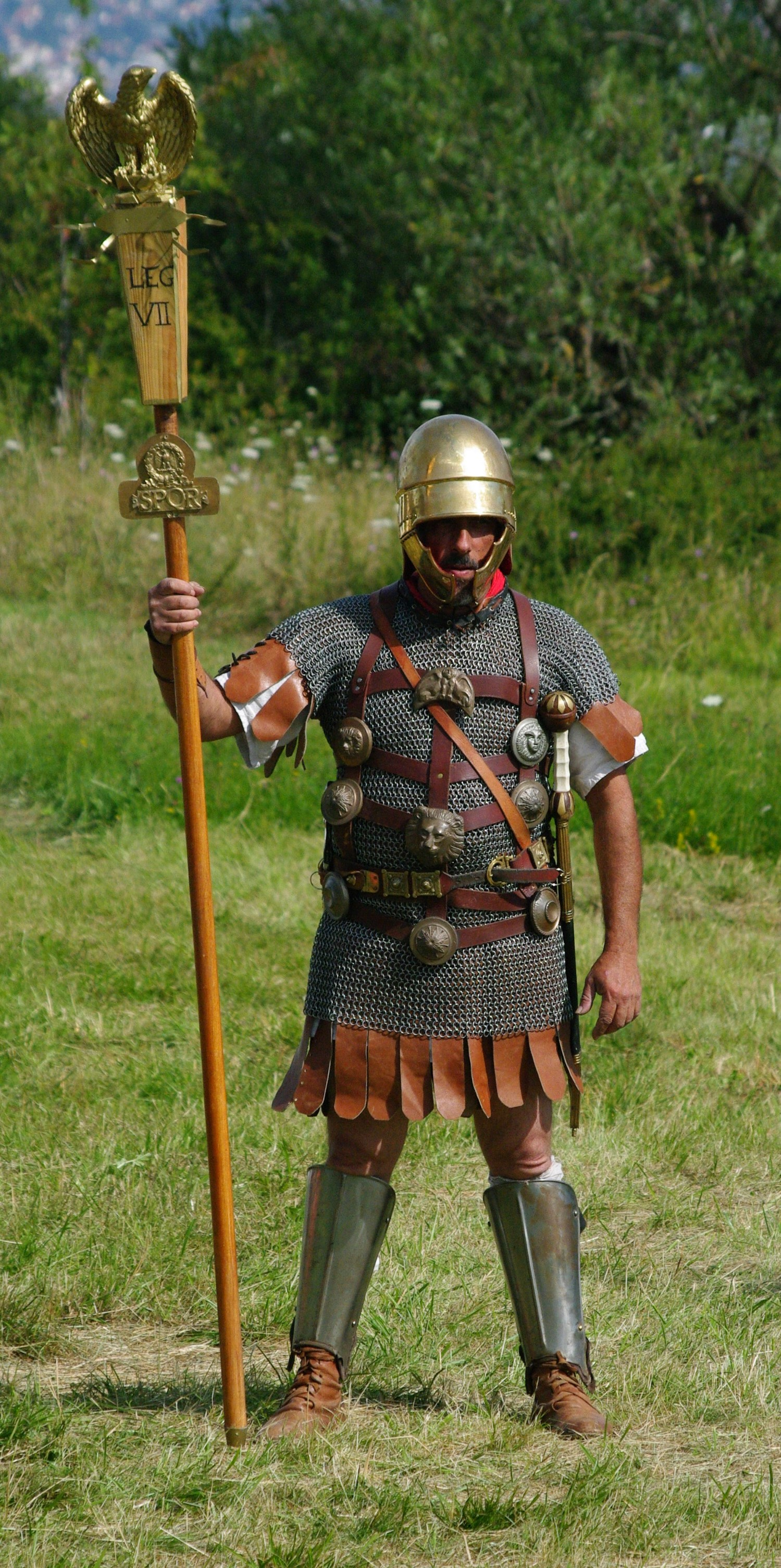
Aquilifero del tempo della guerra gallica. Il signum, un'aquila, adottata da pochi decenni come simbolo della legione, appare fissata su un supporto di legno. L'ufficiale è equipaggiato di una lorica hamata, indossata su un linothorax alla greca, un reticolo di strisce di cuoio che tiene insieme le numerose decorazioni conquistate, un elmo di tipo Coolus, gladius hispaniensis, schinieri e scarponi adatti alle regioni fredde.